# Quartiere americano
Il Quartiere americano (U Quatteri 'mmerricanu in dialetto messinese) è un rione della III Circoscrizione del comune di Messina, distante circa 3 km a sud dal centro cittadino. Il suo territorio è delimitato a sud dalla villa Dante che lo separa dal rione Provinciale, a nord dal viale Europa, a est dalla via La Farina che lo separa dal rione Maregrosso e ad ovest dal viale San Martino, il quale lo separa dal Quartiere lombardo.

## Storia
Quello che ancor oggi è conosciuto come “Quartiere americano” è il luogo dove, nella prima ricostruzione post-terremoto, si accamparono gli americani che erano venuti ad aiutare la cittadinanza messa in ginocchio dal violentissimo sisma del 1908. In quel periodo, proprio in questa zona della città, si riversarono tantissime attività commerciali. 
Oggi il quartiere si trova a circa 2 chilometri dal centro storico e gode pertanto di una posizione centrale all'interno del tessuto urbano cittadino.

### Luoghi di culto
- Chiesa parrocchiale San Giacomo maggiore;

## Infrastrutture e trasporti
Il quartiere è lambito dalla linea tramviaria di Messina sul viale San Martino.
Nel Quartiere americano ha sede la caserma dei vigili del fuoco di Messina.